# City of Westminster

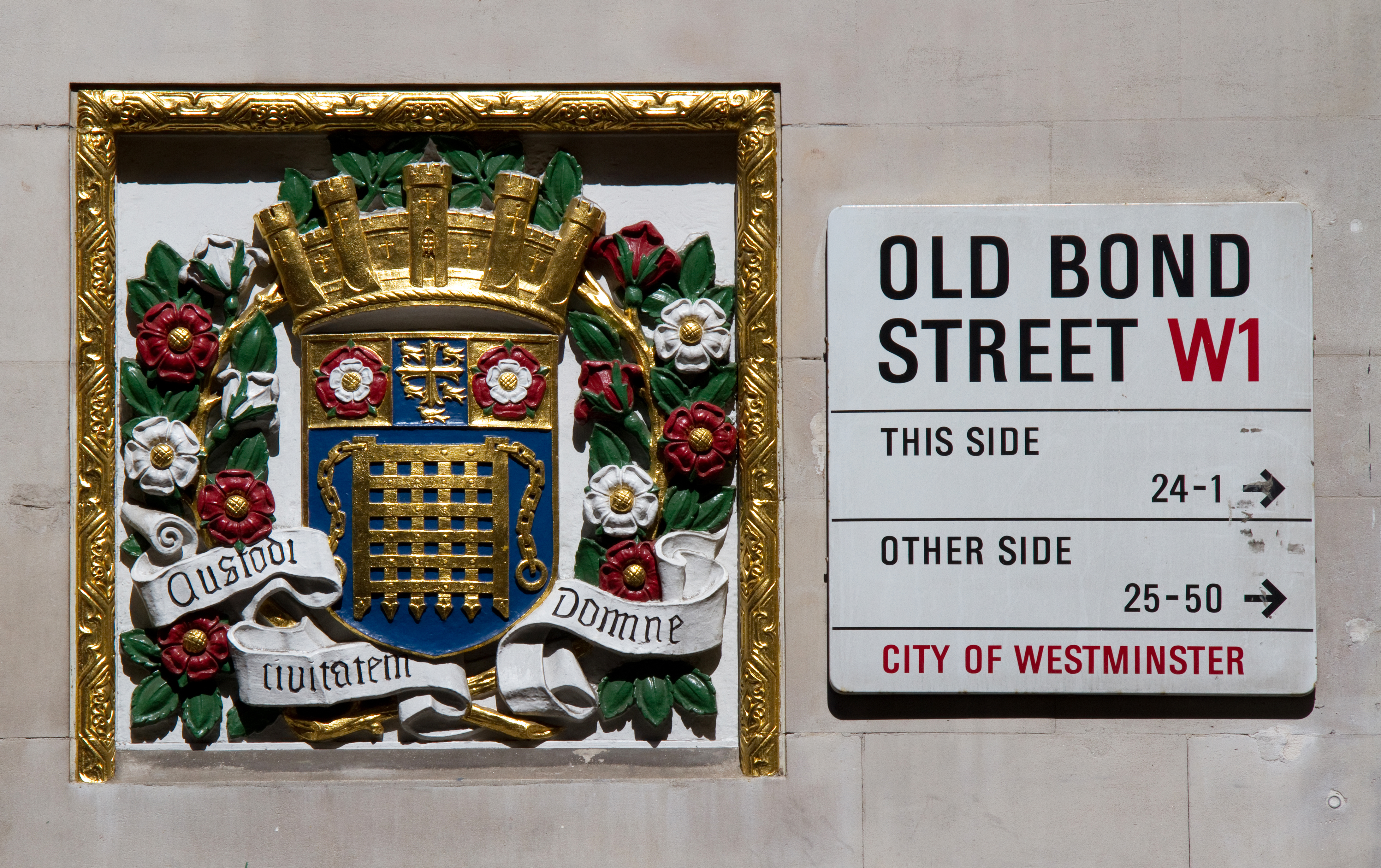
Das alte Wappen der City of Westminster (bis 1965) in der Old Bond Street

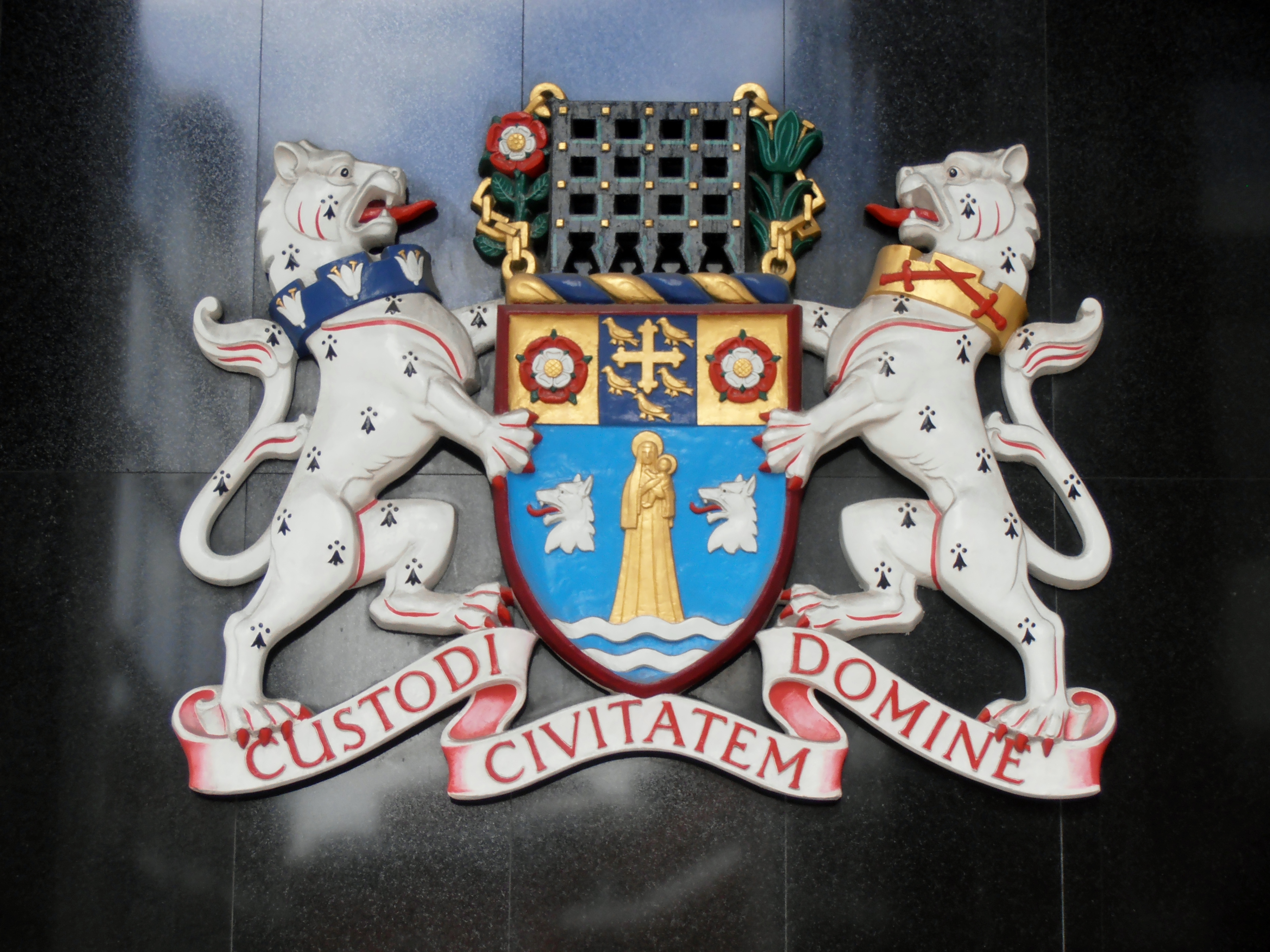
Das aktuelle Wappen der City of Westminster außerhalb seines Rathauses in der Victoria Street

Die City of Westminster ist ein Stadtbezirk von London, der den westlichen Teil des Stadtzentrums bildet. Er liegt westlich der historischen City of London und nördlich der Themse. Westminster besitzt seit Jahrhunderten das Stadtrecht und wurde 1965 bei der Gründung der Verwaltungsregion Greater London durch die Stadtbezirke Metropolitan Borough of St Marylebone und Metropolitan Borough of Paddington des ehemaligen County of London ergänzt.
In Westminster liegt der Sitz der britischen Regierung, mit dem Palace of Westminster, Whitehall und den Royal Courts of Justice (Oberster Gerichtshof). Ebenfalls in Westminster befinden sich die offiziellen Residenzen des britischen Monarchen und des britischen Premierministers (Buckingham Palace und 10 Downing Street). In Westminster liegen auch die meisten Touristenattraktionen der Stadt. Das West End ist das Zentrum des Nachtlebens, aber auch Sitz des Clubland mit den berühmtesten britischen Gentlemen’s Clubs.

## Stadtteile
- Bayswater
- Belgravia
- Chinatown
- Covent Garden
- Fitzrovia
- Knightsbridge
- Lisson Grove
- Maida Vale
- Marylebone
- Mayfair
- Millbank
- Paddington
- Pimlico
- Queen’s Park
- Soho
- St. James’s
- St. John’s Wood
- Victoria
- Westbourne Green
- Westminster

## Bevölkerung
Die Bevölkerung setzte sich 2008 zusammen aus 70,6 % Weißen, 11,3 % Asiaten, 6,2 % Schwarzen und 3,3 % Chinesen. Der Anteil der Chinesen an der Gesamtbevölkerung ist in London nirgends höher als in Westminster.

## Sehenswürdigkeiten
- Abbey Road (Straße)
- Abbey Road Studios
- Apsley House
- Big Ben
- Buckingham Palace
- Cabinet War Rooms
- Church House
- Covent Garden
- Downing Street

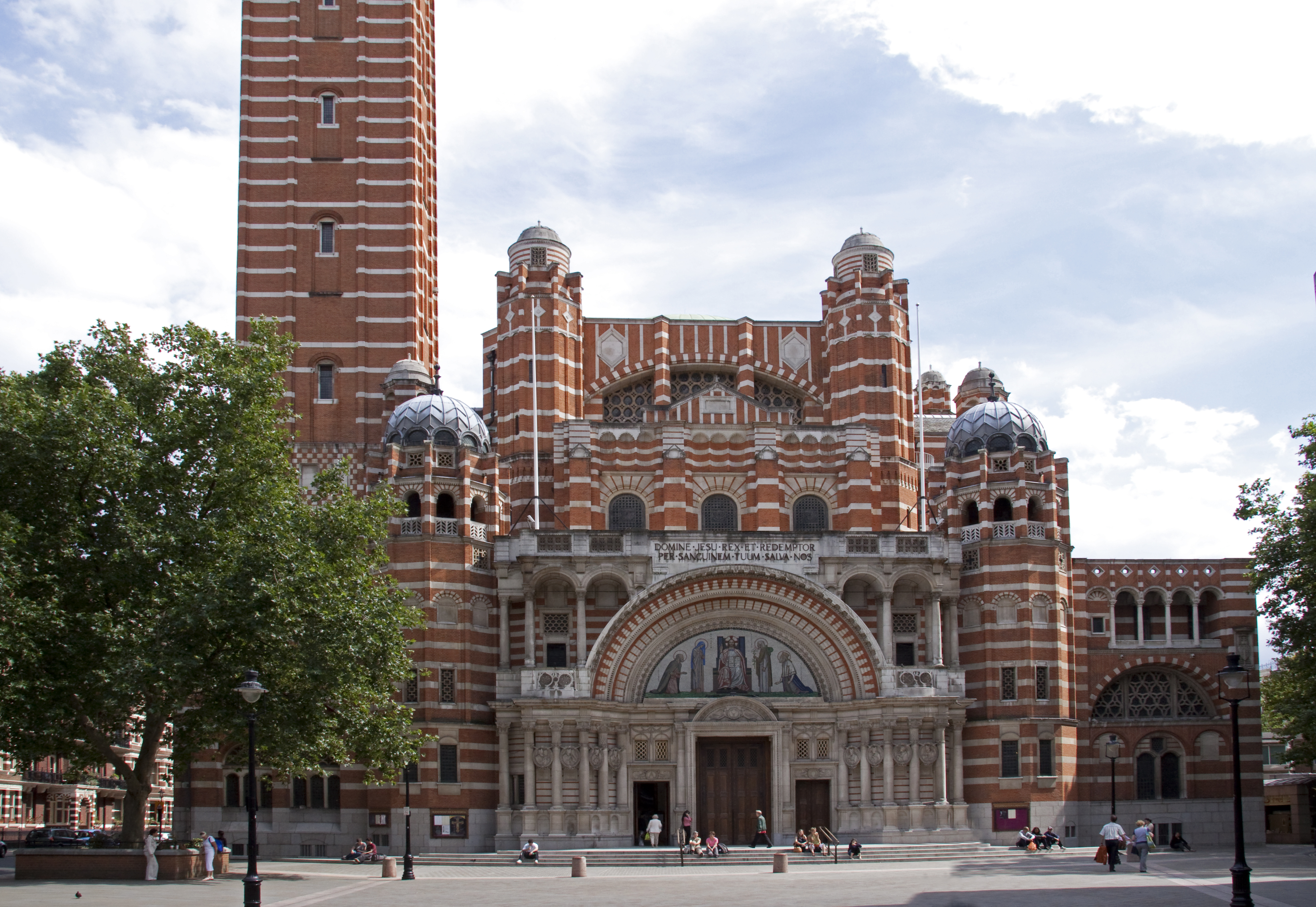
Die 1903 eröffnete Westminster Cathedral (römisch-katholisch)

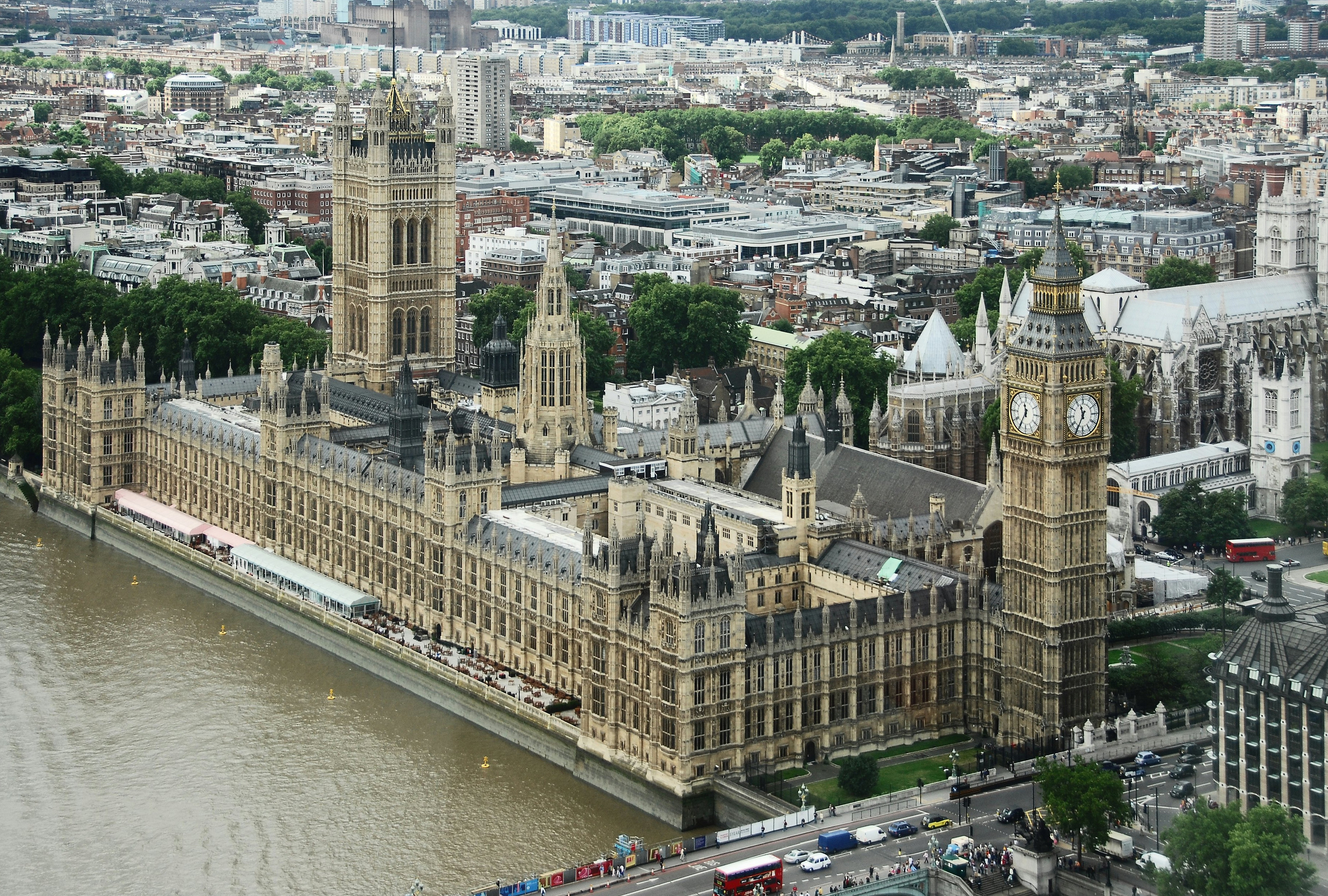
Palace of Westminster, auch bekannt als „Houses of Parliament“ mit dem Uhrenturm, der die Glocke Big Ben beherbergt

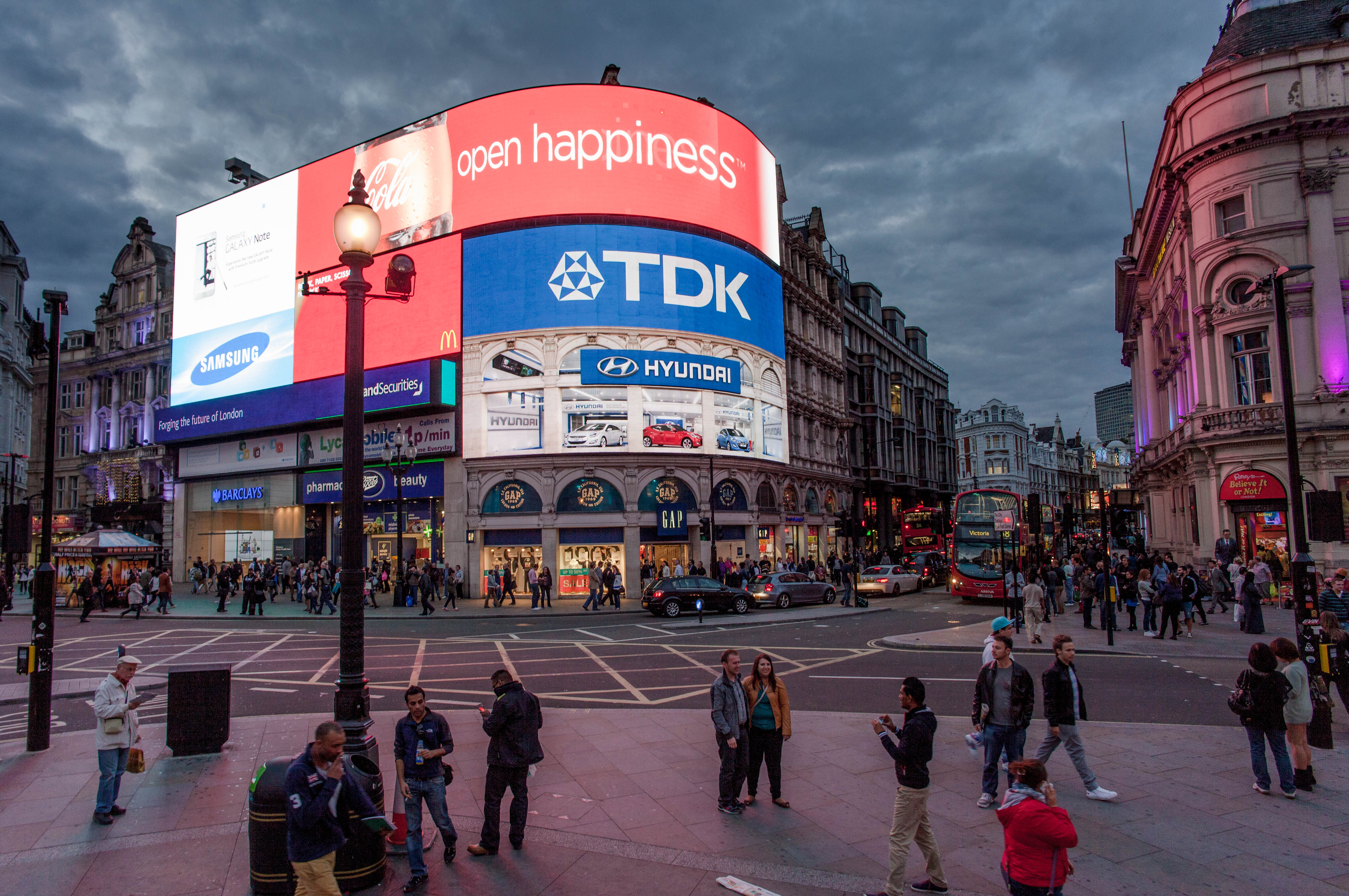
Piccadilly Circus

- Georg-VI.-und-Queen-Elizabeth-Denkmal
- Green Park
- Horse Guards Parade
- Hyde Park
- Kensington Gardens
- Leicester Square
- London Central Mosque
- London Zoo
- Madame Tussauds
- Marble Arch
- National Gallery
- National Portrait Gallery
- Oxford Street
- Palace of Westminster
- Parliament Square
- Piccadilly Circus
- Regent Street
- Regent’s Park
- Royal Institution
- Royal Courts of Justice
- Royal Opera House
- Sherlock Holmes Museum
- Speakers’ Corner
- St James’s Palace
- St. James’s Park
- St Margaret’s Church
- St Martin-in-the-Fields
- Tate Gallery
- Trafalgar Square
- Tyburn Shrine
- Wallace Collection
- West-Synagoge
- Westminster Abbey
- Westminster Cathedral
- Westminster Central Hall
- Whitehall
- die Bahnhöfe Charing Cross, Paddington und Victoria

## Söhne und Töchter
- George Pigot, 1. Baron Pigot (1719–1777), Politiker und Kolonialgouverneur von Madras in Indien
- Elizabeth Craven (1750–1828), Reiseschriftstellerin
- Edward Augustus, Duke of Kent and Strathearn (1767–1820), britischer Prinz
- Victoria (1819–1901), Königin des Vereinigten Königreiches
- Henry Herbert, 4. Earl of Carnarvon, (1831–1890), Politiker
- Eduard VII. (1841–1910), König des Vereinigten Königreiches
- Alice von Großbritannien und Irland (1843–1878), britische Prinzessin und Großherzogin von Hessen und bei Rhein
- Helena von Großbritannien und Irland (1846–1923), britische Prinzessin
- Louise, Duchess of Argyll (1848–1939), britische Prinzessin
- Arthur, 1. Duke of Connaught and Strathearn, (1850–1942), britischer Prinz und Feldmarschall, Generalgouverneur von Kanada
- Leopold, 1. Duke of Albany, (1953–1984), britischer Prinz
- Beatrice von Großbritannien und Irland, (1857–1944), britische Prinzessin
- Viktoria von Hessen-Darmstadt, (1863–1950), Prinzessin von Hessen-Darmstadt
- Georg V., (1865–1936), König des Vereinigten Königreiches
- Louise, Princess Royal (1867–1931), britische Prinzessin
- Victoria von Großbritannien und Irland, (1868–1935), britische Prinzessin
- Maud von Großbritannien und Irland (1869–1938), britische Prinzessin und Königin von Norwegen
- Ernest Shepard (1879–1976), Illustrator
- Cyril Burt (1883–1971), Psychologe und Hochschullehrer
- Patricia of Connaught (1886–1974), Mitglied der britischen Königsfamilie
- Alan Turing (1912–1954), Mathematiker und Kryptoanalytiker
- Elisabeth II. (1926–2022), Königin des Vereinigten Königreichs
- Cat Stevens (* 1948), Sänger und Songwriter
- Charles III. (* 1948), König des Vereinigten Königreichs
- Anne, Princess Royal (* 1950), britischer Prinzessin
- Andrew, Duke of York (* 1960), britischer Prinz
- Sophie Muller (* 1962), Musikvideo-Regisseurin
- Seal (* 1963), Sänger
- Edward, Duke of Edinburgh (* 1964), britischer Prinz
- Rhona Mitra (* 1976), Schauspielerin
- Peter Phillips (* 1977), britischer Adeliger
- Alex Loudon (* 1980), Cricketspieler
- Tom Hiddleston (* 1981), Schauspieler
- Zara Tindall (* 1981), britische Sportlerin und Angehörige der königlichen Familie
- William, Prince of Wales (* 1982), Kronprinz des Vereinigten Königreiches
- Harry, Duke of Sussex (* 1984), britischer Prinz
- Eliza Doolittle (* 1988), Sängerin
- Beatrice Mapelli Mozzi (* 1988), britische Prinzessin
- Peaches Geldof (1989–2014), Fotomodell und It-Girl
- Eugenie Brooksbank (* 1990), britische Prinzessin
- Daisy Ridley (* 1992), Schauspielerin
- Nethra Tilakumara (* 1999), Schauspielerin
- George of Wales (* 2013), britischer Prinz
- Charlotte of Wales (* 2015), britische Prinzessin
- Louis of Wales (* 2018), britischer Prinz
- Archie of Sussex (* 2019), britischer Prinz